# Fragaria chiloensis
Espèce
Classification phylogénétique
Fragaria chiloensis, le Fraisier du Chili, est une espèce de plantes de la famille des Rosaceae.
C'est l'une des deux espèces sauvages parentes de l'hybride Fragaria ×ananassa. Issu du croisement de Fragaria chiloensis et de Fragaria virginiana, cet hybride fournit la fraise de jardin moderne.
Fragaria chiloensis est reconnue pour la grandeur de ses fruits.

## Écologie

Chili, terre des fraises à gros fruits.

L'aire de répartition de Fragaria chiloensis s’étend sur la côte Pacifique de l'Amérique du Sud et du Nord mais aussi sur l’île d’Hawaï. On pense que les oiseaux migrateurs sont à l’origine de son expansion géographique.

## Description
La plante est verte toute l’année et mesure entre 15 et 30 cm. Ses feuilles sont découpées en trois folioles de 5 cm de long. Les fleurs blanches apparaissent au printemps ou au début de l’été. Le faux-fruit est rouge en extérieur et blanc à l’intérieur. Il est vendu sur des marchés en Amérique du Sud.
Elle est trioïque.
Son fruit est aromatique rouge-brun à chair blanche.
Porte parfois des folioles supplémentaires
Amédée François Frézier (1682-1773) fut le premier à ramener cette espèce de la côte de l'Île de Chiloé au Chili en Europe, et l'a cultivé dans la region de Brest. Dans les dialectes de l'Allemagne du Sud-Ouest, on la nomme "Brestling".
Quatre sous-espèces et deux formes sont décrites :
- subsp. chiloensis (L.) Mill.
  - f. chiloensis - Chili, Pérou, Équateur - Forme à grandes végétation et à fruits blancs. Cultivé par les amérindiens précolombiens
  - f. patagonica - Argentine, Chili - Fruits rouge
- subsp. lucida (E. Vilm. ex Gay) Staudt - Côte ouest Amérique du nord - Pousse dans le sable des plages
- subsp. pacifica Staudt - Côte ouest Amérique du nord
- subsp. sandwicensis (Decne) Staudt - Hawaii, Maui

## Génétique
C'est une espèce octoploïde (2n=8x=56)
Sa compatibilité génétique totale avec Fragaria ×ananassa en fait une espèce utilisée dans les programmes d'amélioration pour sa résistance au froid, aux maladies racinaires et aux virus ainsi que pour la grosseur de ses fruits.

## Culture
Quelques variétés en ont été cultivées en Grande-Bretagne. En 1824, Barnet en nomme deux-trois dont  'Yellow Chile'  aux fruits jaunes.
Cependant, cette espèce ne rencontre pas de succès car bien que très adaptable aux différents sols et climats même chaud et sec, elle est peu résistante au froid. Sous le climat anglais, il est rarement possible de l'amener à fructifier et même alors, il est difficile de la faire mûrir correctement, si bien que William Cobbett écrira "As to the Chili it is very little superior in flavor to the potato." (La saveur de la fraise du chili est très peu supérieure à celle de la pomme-de-terre)
Tolérant au calcaire et au sel.
Résistant aux maladies.

## Synonymes
- Fragaria vesca var. chiloensis L.
- Potentilla chiloensis (L.) Mabb.